# Mecynorhina torquata
Mecynorhina torquata är en skalbaggsart. Mecynorhina torquata ingår i släktet Mecynorhina och familjen Cetoniidae.

## Underarter
Arten delas in i följande underarter:
- M. t. torquata
- M. t. immaculicollis
- M. t. poggei
- M. t. ugandensis

## Bildgalleri

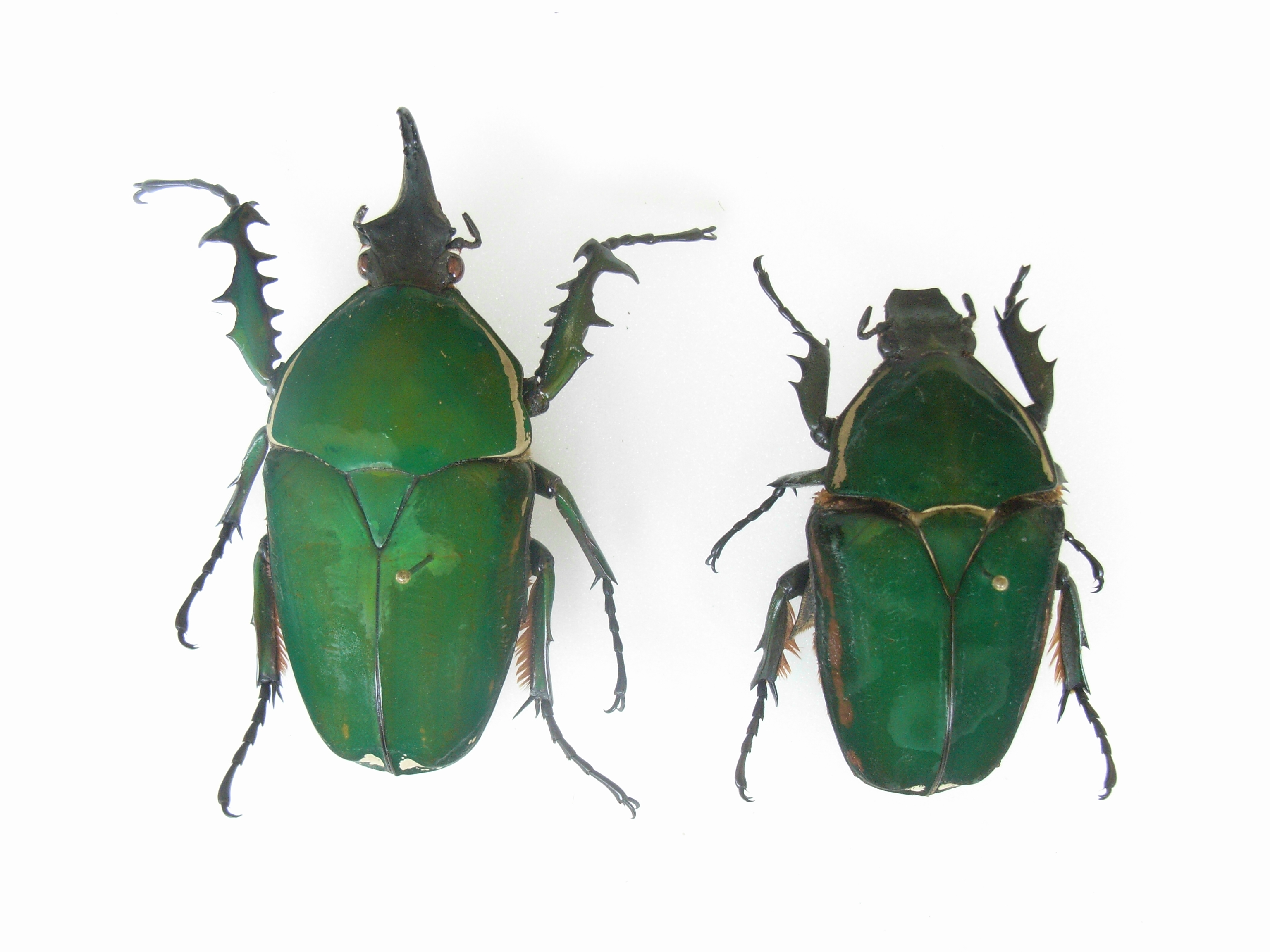
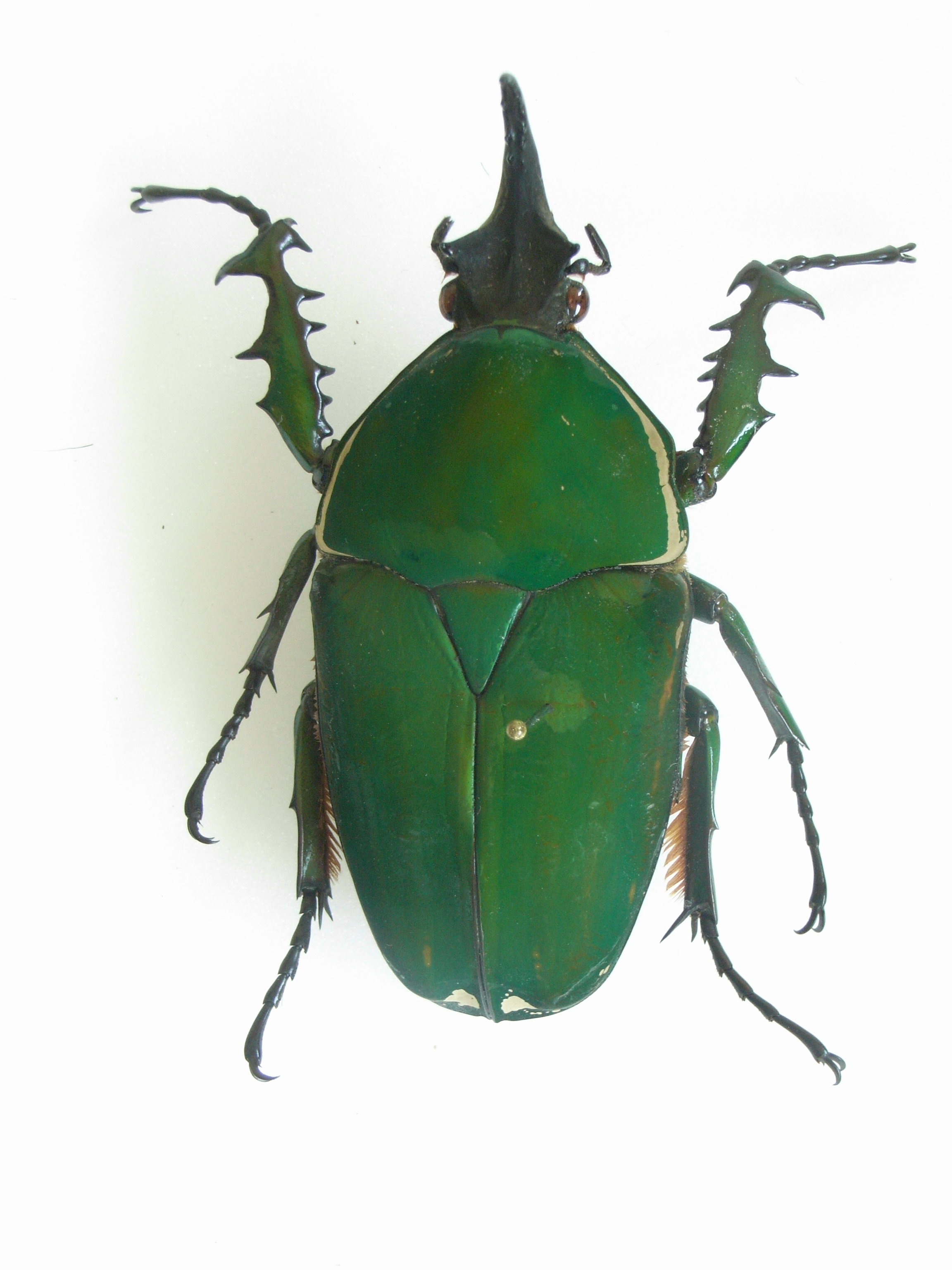
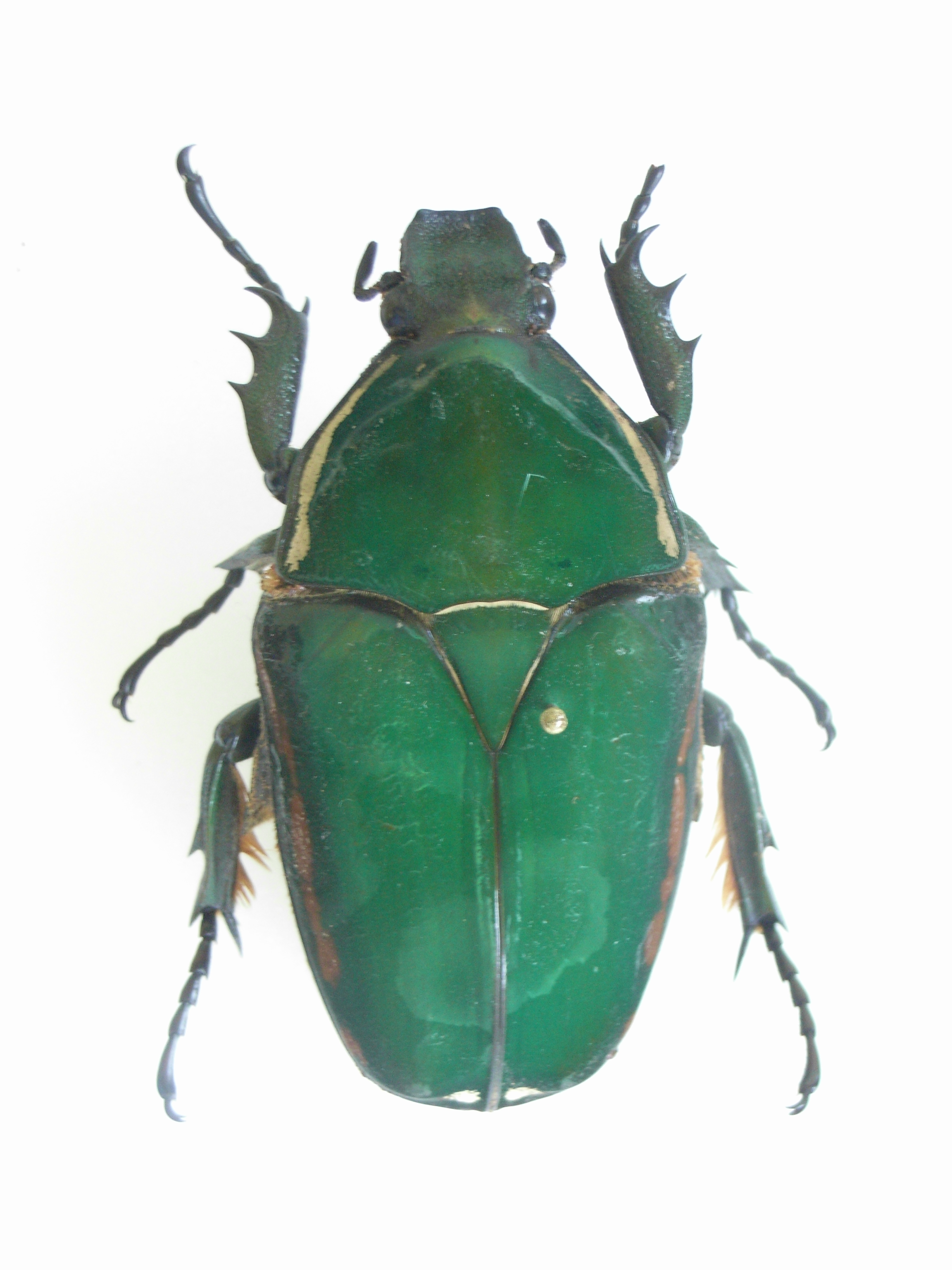
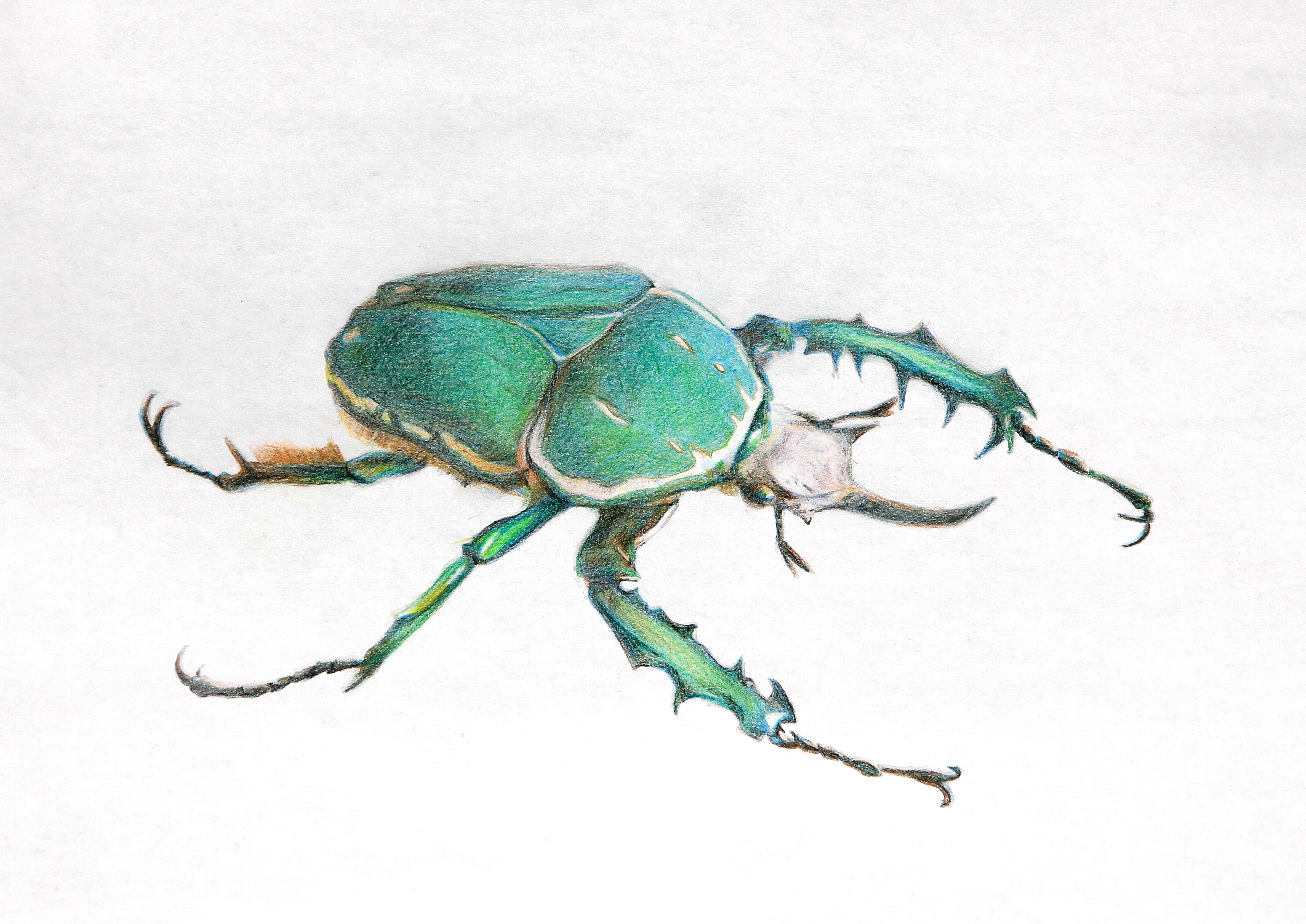
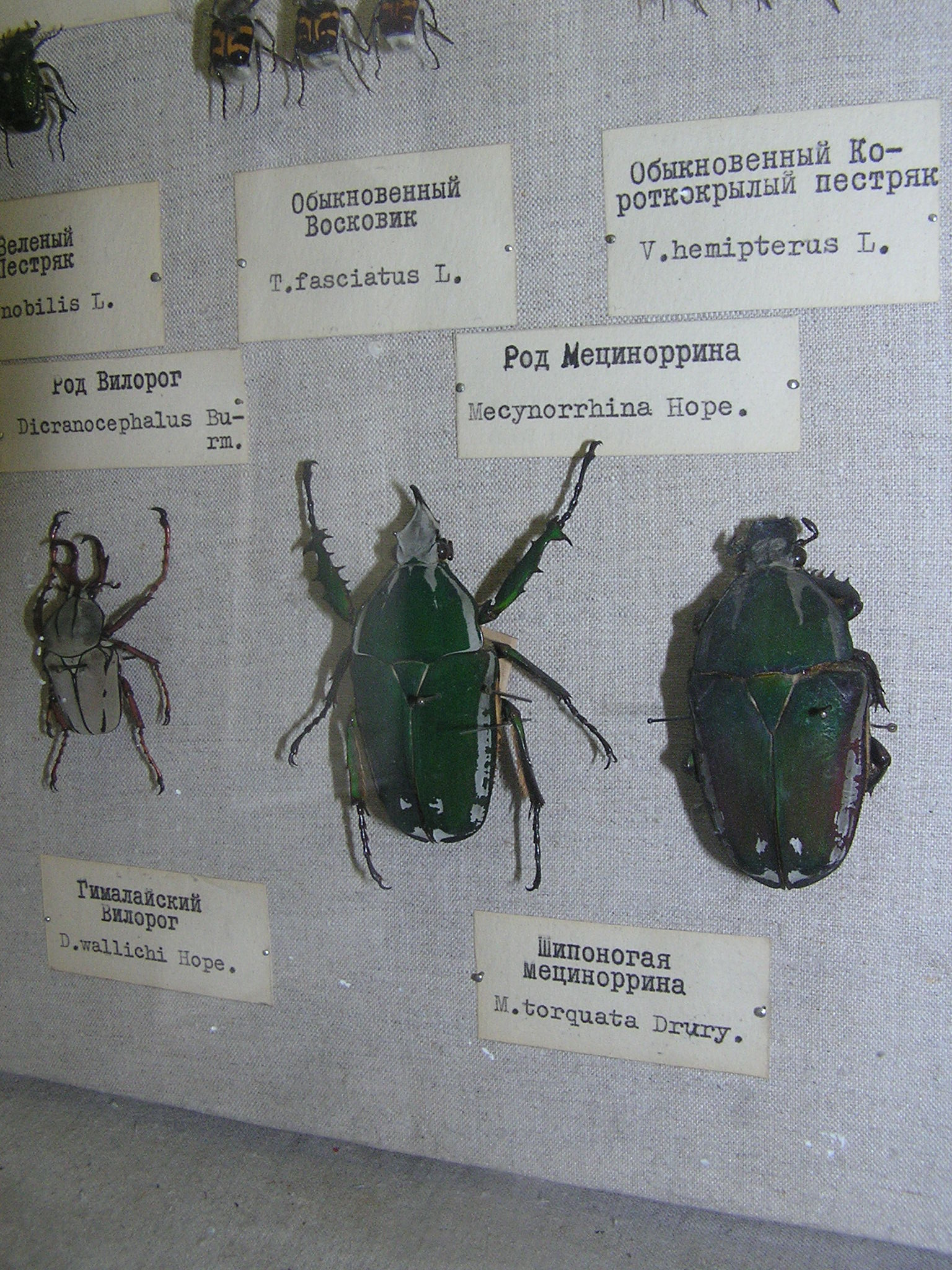
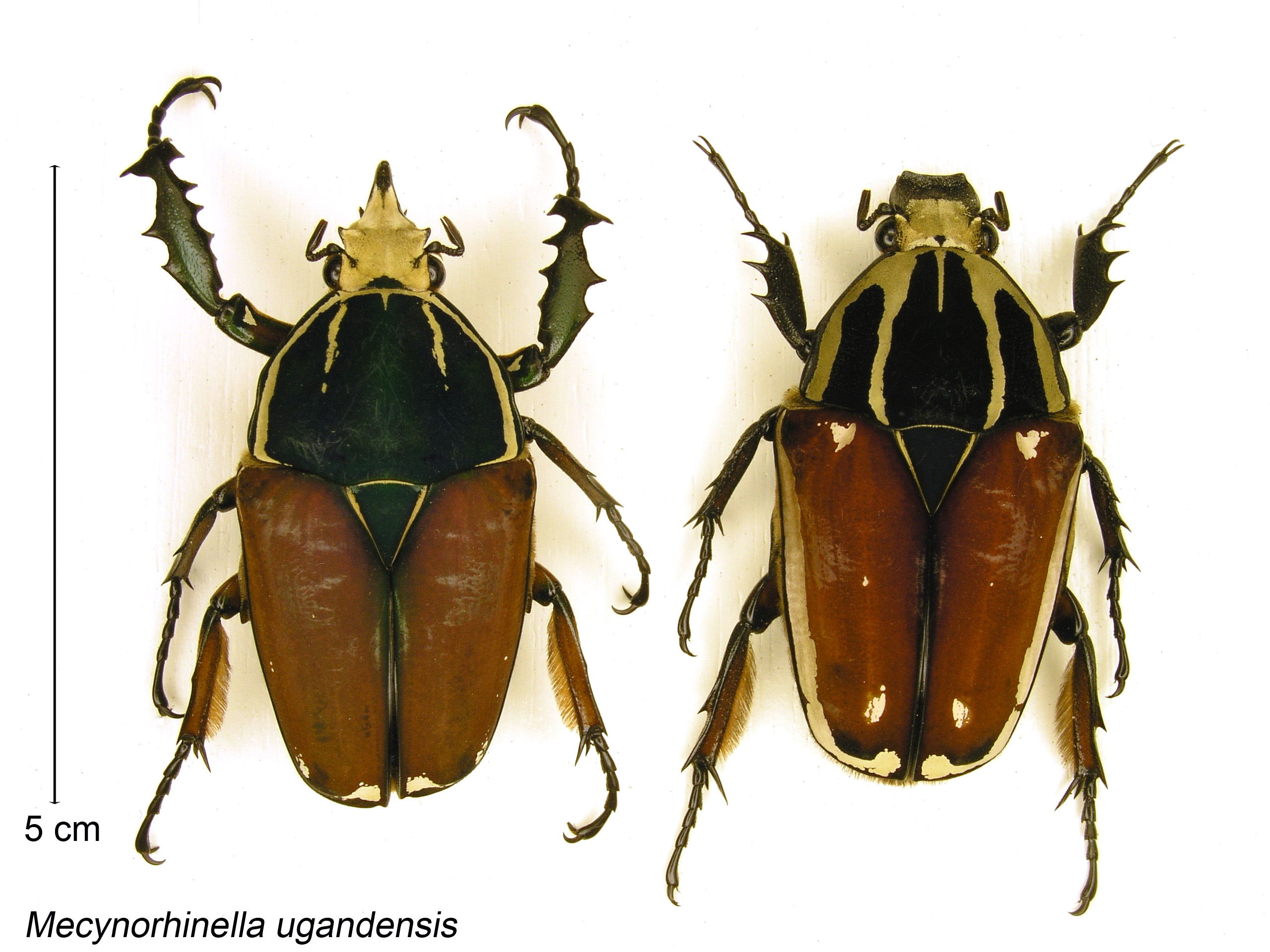